# Juan Manuel De Palma
Juan Manuel De Palma (ur. 10 stycznia 1968 w Buenos Aires) – były argentyński siatkarz, grający na pozycji rozgrywającego. Wielokrotny reprezentant Argentyny. 
W latach 2010–2013 był asystentem trenera Lorenzo Bernardiego w Jastrzębskim Węglu.

## Przebieg kariery
| Kariera seniorska | Kariera seniorska                     | Kariera seniorska                     | Kariera seniorska                     | Kariera seniorska                     | Kariera seniorska                     | Kariera seniorska                     | Kariera seniorska                     | Kariera seniorska                     | Kariera seniorska                     | Kariera seniorska                     |                                       |
| Lata              | Klub                                  | Klub                                  | Klub                                  | Klub                                  | Klub                                  | Klub                                  | Klub                                  | Klub                                  | Klub                                  | Klub                                  | Klub                                  |
| ----------------- | ------------------------------------- | ------------------------------------- | ------------------------------------- | ------------------------------------- | ------------------------------------- | ------------------------------------- | ------------------------------------- | ------------------------------------- | ------------------------------------- | ------------------------------------- | ------------------------------------- |
| 1985–1989         | Obras Sanitarias                      | Obras Sanitarias                      | Obras Sanitarias                      | Obras Sanitarias                      | Obras Sanitarias                      | Obras Sanitarias                      | Obras Sanitarias                      | Obras Sanitarias                      | Obras Sanitarias                      | Obras Sanitarias                      | Obras Sanitarias                      |
| 1989–1991         | Fersina Sparasine                     | Fersina Sparasine                     | Fersina Sparasine                     | Fersina Sparasine                     | Fersina Sparasine                     | Fersina Sparasine                     | Fersina Sparasine                     | Fersina Sparasine                     | Fersina Sparasine                     | Fersina Sparasine                     | Fersina Sparasine                     |
| 1991–1994         | Banca Popolore di Sassari San Antioco | Banca Popolore di Sassari San Antioco | Banca Popolore di Sassari San Antioco | Banca Popolore di Sassari San Antioco | Banca Popolore di Sassari San Antioco | Banca Popolore di Sassari San Antioco | Banca Popolore di Sassari San Antioco | Banca Popolore di Sassari San Antioco | Banca Popolore di Sassari San Antioco | Banca Popolore di Sassari San Antioco | Banca Popolore di Sassari San Antioco |
| 1994–1995         | Garibaldi Sardi                       | Garibaldi Sardi                       | Garibaldi Sardi                       | Garibaldi Sardi                       | Garibaldi Sardi                       | Garibaldi Sardi                       | Garibaldi Sardi                       | Garibaldi Sardi                       | Garibaldi Sardi                       | Garibaldi Sardi                       | Garibaldi Sardi                       |
| 1995–1996         | Samia Montecchio Maggiore             | Samia Montecchio Maggiore             | Samia Montecchio Maggiore             | Samia Montecchio Maggiore             | Samia Montecchio Maggiore             | Samia Montecchio Maggiore             | Samia Montecchio Maggiore             | Samia Montecchio Maggiore             | Samia Montecchio Maggiore             | Samia Montecchio Maggiore             | Samia Montecchio Maggiore             |
| 1996–1997         | Wuber Schio                           | Wuber Schio                           | Wuber Schio                           | Wuber Schio                           | Wuber Schio                           | Wuber Schio                           | Wuber Schio                           | Wuber Schio                           | Wuber Schio                           | Wuber Schio                           | Wuber Schio                           |
| 1997–1999         | Itas BTB Mezzolombardo                | Itas BTB Mezzolombardo                | Itas BTB Mezzolombardo                | Itas BTB Mezzolombardo                | Itas BTB Mezzolombardo                | Itas BTB Mezzolombardo                | Itas BTB Mezzolombardo                | Itas BTB Mezzolombardo                | Itas BTB Mezzolombardo                | Itas BTB Mezzolombardo                | Itas BTB Mezzolombardo                |
| 1999–2000         | Club Vacanze Taranto                  | Club Vacanze Taranto                  | Club Vacanze Taranto                  | Club Vacanze Taranto                  | Club Vacanze Taranto                  | Club Vacanze Taranto                  | Club Vacanze Taranto                  | Club Vacanze Taranto                  | Club Vacanze Taranto                  | Club Vacanze Taranto                  | Club Vacanze Taranto                  |
| 2000–2002         | Videx da. Mi. Grottazolina            | Videx da. Mi. Grottazolina            | Videx da. Mi. Grottazolina            | Videx da. Mi. Grottazolina            | Videx da. Mi. Grottazolina            | Videx da. Mi. Grottazolina            | Videx da. Mi. Grottazolina            | Videx da. Mi. Grottazolina            | Videx da. Mi. Grottazolina            | Videx da. Mi. Grottazolina            | Videx da. Mi. Grottazolina            |
| 2002–2004         | Samia Schio Sport                     | Samia Schio Sport                     | Samia Schio Sport                     | Samia Schio Sport                     | Samia Schio Sport                     | Samia Schio Sport                     | Samia Schio Sport                     | Samia Schio Sport                     | Samia Schio Sport                     | Samia Schio Sport                     | Samia Schio Sport                     |
| 2004–2005         | Igo Genua                             | Igo Genua                             | Igo Genua                             | Igo Genua                             | Igo Genua                             | Igo Genua                             | Igo Genua                             | Igo Genua                             | Igo Genua                             | Igo Genua                             | Igo Genua                             |
| 2005–2006         | Carige Copra Genua                    | Carige Copra Genua                    | Carige Copra Genua                    | Carige Copra Genua                    | Carige Copra Genua                    | Carige Copra Genua                    | Carige Copra Genua                    | Carige Copra Genua                    | Carige Copra Genua                    | Carige Copra Genua                    | Carige Copra Genua                    |
| 2006-2007         | Prisma Taranto                        | Prisma Taranto                        | Prisma Taranto                        | Prisma Taranto                        | Prisma Taranto                        | Prisma Taranto                        | Prisma Taranto                        | Prisma Taranto                        | Prisma Taranto                        | Prisma Taranto                        | Prisma Taranto                        |
| 2007–2008         | Igo Genua                             | Igo Genua                             | Igo Genua                             | Igo Genua                             | Igo Genua                             | Igo Genua                             | Igo Genua                             | Igo Genua                             | Igo Genua                             | Igo Genua                             | Igo Genua                             |
| 2008–2009         | Anaune Cles                           | Anaune Cles                           | Anaune Cles                           | Anaune Cles                           | Anaune Cles                           | Anaune Cles                           | Anaune Cles                           | Anaune Cles                           | Anaune Cles                           | Anaune Cles                           | Anaune Cles                           |
| 2009–2010         | BCC-NEP Castellana Grotte             | BCC-NEP Castellana Grotte             | BCC-NEP Castellana Grotte             | BCC-NEP Castellana Grotte             | BCC-NEP Castellana Grotte             | BCC-NEP Castellana Grotte             | BCC-NEP Castellana Grotte             | BCC-NEP Castellana Grotte             | BCC-NEP Castellana Grotte             | BCC-NEP Castellana Grotte             | BCC-NEP Castellana Grotte             |
| Trener            |                                       |                                       |                                       |                                       |                                       |                                       |                                       |                                       |                                       |                                       |                                       |
| Lata              | Klub                                  | Funkcja                               |                                       |                                       |                                       |                                       |                                       |                                       |                                       |                                       |                                       |
| 2010–2013         | Jastrzębski Węgiel                    | asystent trenera                      |                                       |                                       |                                       |                                       |                                       |                                       |                                       |                                       |                                       |

## Sukcesy klubowe
Klubowe Mistrzostwa Ameryki Południowej:
- 1988